# Rengali-Talsperre
Die Rengali-Talsperre befindet sich im indischen Bundesstaat Odisha.
Die 70,5 m hohe und 1040 m lange Gewichtsstaumauer wurde in den Jahren 1974–1984 fertiggestellt.
Sie dient der Bewässerung und Energieerzeugung. 
Das Kraftwerk besitzt 5 Turbinen zu je 50 MW. 
Das Stauziel (FRL) liegt bei 123,5 m. Der maximale Wasserstand (MWL) liegt bei 125,4 m, der niedrigste Wasserstand (DSL) bei 109,72 m.
Der Stausee besitzt einen Gesamtstauraum von 5150 Mio. m³ sowie ein nutzbares Speichervolumen von 3413 Mio. m³. 
Der Stausee besitzt bei Stauziel eine Wasserfläche von 414 km².